# Bundesbriefmuseum

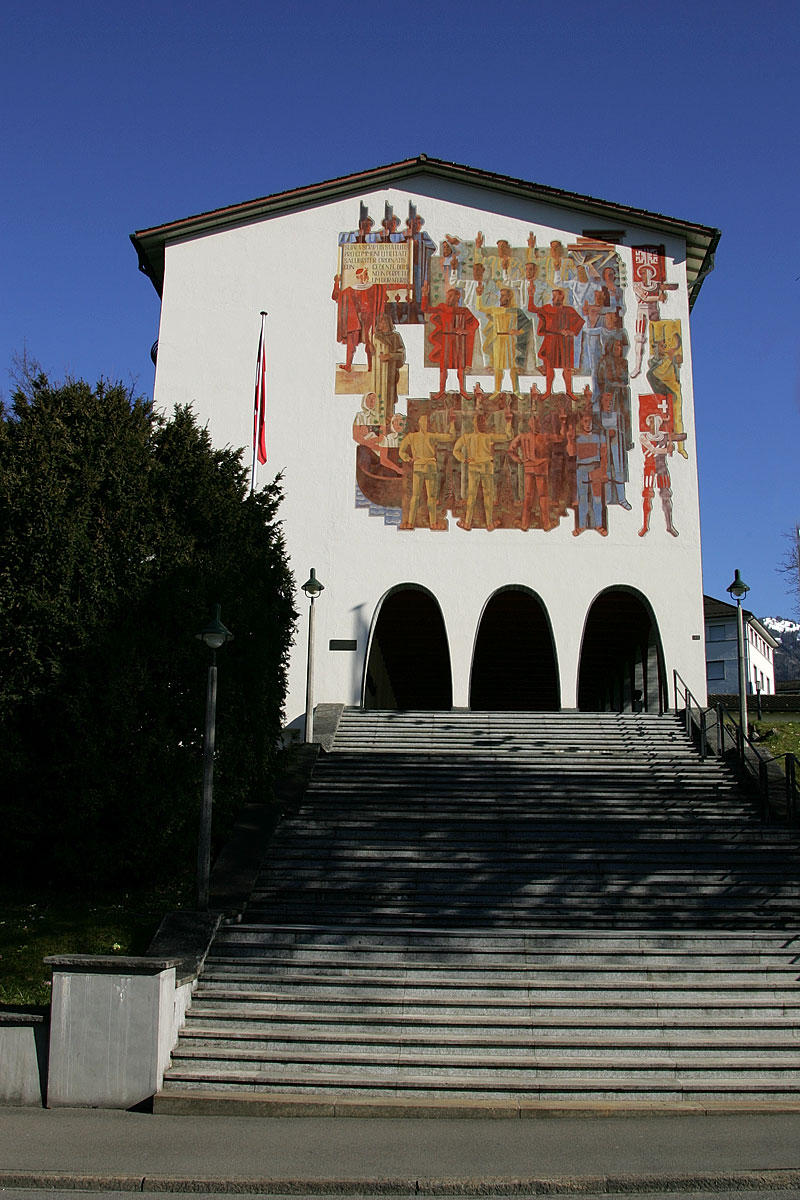
Die Hauptfassade des ehemaligen Bundesbriefarchivs mit dem «Fundamentum» von Heinrich Danioth

Das Bundesbriefmuseum (bis 1992 Bundesbriefarchiv) ist eines von drei historischen Museen in Schwyz. Es beherbergt seit seiner Einweihung 1936 den Bundesbrief von 1291, der vorher im Schwyzer Archivturm aufbewahrt wurde. Neben dem Hauptexponat sind weitere mittelalterliche Urkunden, darunter alle früheidgenössischen Bundesbriefe bis 1513, sowie Banner ausgestellt.

## Geschichte
Die Idee zu einem schweizerischen Nationaldenkmal ist auf die 600-Jahr-Feier der Eidgenossenschaft 1891 zurückzuführen. Seine Realisierung verzögerte sich allerdings bis in die 1930er Jahre, als der Bundesrat ein Gesuch der Schwyzer Kantonsregierung annahm. Der Kanton Schwyz plante bereits, sein Staatsarchiv in einem Nebentrakt einzurichten. Im Jahre 1933 wurden dann in einem Architekturwettbewerb 43 Entwürfe eingereicht, den Joseph Beeler aus Zürich gewann. Besonders hervorgehoben wurde durch das Preisgericht die geglückte Öffnung des Baus durch Vorhalle und Arkaden sowie die Einfachheit und Angemessenheit der angewandten architektonischen Mittel. Der Bau des Archivgebäudes in den Jahren 1934 bis 1936 fiel in eine Zeit der inneren Unruhe (Frontenbewegung, Weltwirtschaftskrise) und der äusseren Bedrohung. Das Bundesbriefmuseum spiegelt in Architektur und Einrichtung die damalige Widerstandsideologie, und die Dokumente, in erster Linie der Bundesbrief von 1291, dienten als Vorlagen für das Verhalten in der aktuellen politischen Lage (vgl. Geistige Landesverteidigung).
Die Kunstwerke am Bau verstärkten diesen Eindruck: Heinrich Danioths «Fundamentum» (Darstellung des Bundes von Brunnen) an der Hauptfassade war wegen seiner Modernität besonders in der Innerschweiz hoch umstritten. Walter Clénins Wandbild im Ausstellungssaal «Der Bundesschwur auf dem Rütli» entstand gegen Ende des Zweiten Weltkriegs. Hans Brandenbergers Monumentalplastik «Wehrbereitschaft» (geschaffen für die Landi 1939) wurde 1941 im Park aufgestellt. Maurice Barraud schuf einen «Bruder Klaus», der überdeutlich als religiöser Hüter des Vaterlandes zu verstehen ist. Von Josef Rickenbacher stammt die Wandskulptur «Eidgenössischer Kreuzweg».
1979/1980 wurden der Ausstellungssaal erstmals renoviert und die 21 Banner und Fahnen restauriert. 1998/1999 wurde die ganze Ausstellung neu konzipiert. Der Bundesbrief von 1291, seine Wirkungsgeschichte sowie das gewandelte Bild der Befreiungstradition wurden neu ins Zentrum gerückt. Das Bundesbriefmuseum war zwischen dem 2. Dezember 2013 und dem 20. September 2014 für Umbauarbeiten geschlossen. Mit baulichen und inhaltlichen Anpassungen wurde die Ausstellung rund um den Bundesbrief von 1291 wieder auf einen zeitgemässen Stand gebracht. Interaktive Computerstationen mit Touchscreens begleiten seit der Wiedereröffnung die in Vitrinen präsentierten Urkunden und erläutern ihre Bedeutung. 